# Avtobusna postaja Ljubljana
Avtobusna postaja Ljubljana (krajše AP Ljubljana) je glavna ljubljanska avtobusna postaja. Na Trgu Osvobodilne fronte nasproti glavne železniške postaje deluje od leta 1961.
Ima 33 peronov. Postajna zgradba je velika 275 kvadratnih metrov.
Avtobusna postaja Ljubljana je edino samostojno podjetje, katere dejavnost je vezana na storitve avtobusne postaje rednega avtobusnega linijskega javnega prevoza. Večinski posamični lastnik (16%) in direktor družbe je Marjan Kotar.

## Zgodovina
Stavba avtobusne postaje je svoje prostore dobila po letu 1958 v nekdanjem edinem pokritem in zidanem postajališču ljubljanskega tramvaja. Leta 1978 je bil pri SAP Ljubljana ustanovljen TOZD Avtobusna postaja Ljubljana in se združila v SOZD Integral.
Leta 1980 je bila po izločitvi TOZD Avtobusna postaja Ljubljana iz DO SAP Ljubljana (Središka 4, Ljubljana) ustanovljena AP Ljubljana. Kot delniška družba deluje od leta 1995.

## Možnost prevzema s strani Slovenskih železnic in likvidacije
Slovenske železnice (SŽ) so lastnice zemljišča, na katerem stojijo stavba podjetja in peroni, postale po večletnem sodnem sporu, ki ga je končala sodba vrhovnega sodišča. AP Ljubljana so zanj odpovedale najemno pogodbo. AP želijo tudi prevzeti, na kar lastniki le-te ne pristanejo. V pogodbi o najemu naj bi bilo določeno, da se jo lahko prekine le, če bo za gradnjo novega potniškega centra Emonika pridobljeno gradbeno dovoljenje, kar se še ni zgodilo.
Direktor AP Kotar meni, da bi bili delničarji v primeru likvidacije podjetja na slabšem. Moti ga tudi, da prevzemna ponudba SŽ, ki naj bi znašala 2 milijona evrov, temelji na vrednotenju podjetja 31. decembra 2020, kar pomeni, da ne upošteva izboljšanja poslovanja v letih 2021 in 2022. Na očitek o neprimernosti izplačevanja visokih dividend delničarjem AP Ljubljana, katerega stavba je načeta, je Kotar odgovoril, da podjetje ni lastnik zemljišča in torej ne more investirati v nepremičnine, hkrati pa SŽ ne more zagotoviti, da bi bila investicija povrnjena in ima tudi drugačne dolgoročne načrte. SŽ so dividendam AP nasprotovale.
Nova avtobusna postaja naj bi se preselila na Vilharjevo cesto, na stari lokaciji pa naj bi bil Masarykov bulvar - štiripasovnica. Vozovnice naj bi prodajala družba Nomago, v kateri imajo SŽ polovični delež. Kotar je izrazil upanje, da bi AP Ljubljana upravljala tudi novo postajo.

## Galerija
- Uvoz na perone AP Ljubljana (2006).
- Zgradba AP Ljubljana (2014).